# 海登湖 (普倫縣)
54°08′24″N 10°28′30″E / 54.14°N 10.475°E

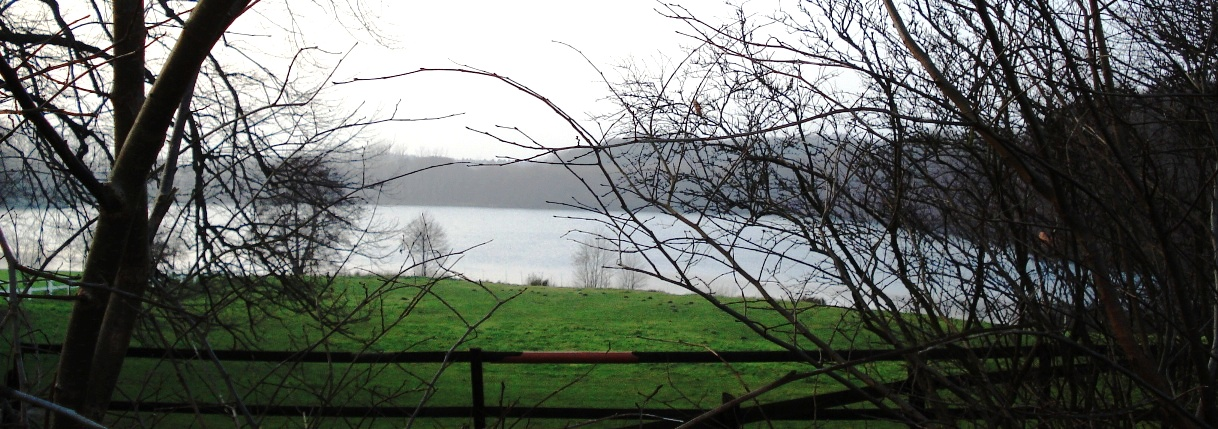

海登湖（德語：Heidensee），是德國的湖泊，位於該國北部石勒蘇益格-荷爾斯泰因州，由普倫縣負責管轄，長0.6公里、寬0.3公里，面積0.15平方公里，海拔高度21米，平均水深1.8米，最大水深2.7米，水體容量26.6萬立方米，湖岸線長度1.6公里。